# Banshan-Machang-Kultur
Die Banshan-Machang-Kultur (chinesisch 半山-马厂文化, Pinyin Bànshān-Mǎchǎng wénhuà, englisch Banshan-Machang Culture) war eine spätneolithische Kultur im Gebiet des oberen Huang He (Gelben Flusses) in Gansu und Qinghai in Nordwestchina. Nach der Radiokohlenstoffmethode wird die Banshan-Machang-Kultur auf die Zeit von ca. 2500 bis 2000 v. Chr. datiert.
Die verschiedenen namensgebenden Stätten wurden 1923 zunächst getrennt in Banshan (半山), Hezheng (和政) (Provinz Gansu) und Machangyuan (马厂塬), Minhe (民和) (Provinz Qinghai) entdeckt. Die Stätten wurden zunächst der Majiayao-Kultur (die auch als Yangshao-Kultur aus Gansu (Gānsù Yǎngsháo Wénhuà) bezeichnet wird) zugerechnet, aber ihre Keramik mit farbigem Dekor weist relativ viele Unterschiede zu der von Majiayao auf.
Die Kultur war hauptsächlich im Einzugsgebiet der Flüsse Tao He (洮河) und Daxia He (大夏河) in Gansu und des Huang Shui (湟水) in der Provinz Qinghai verbreitet. Landwirtschaft war der wichtigste Wirtschaftsfaktor, es wurden Steinmesser, Steinäxte und Pfeilspitzen aus Knochen verwendet. An Haustieren gab es Schwein und Hund.
Unter den handgearbeiteten Tongefäßen sind die Formen hú (壶), wèng (瓮), guàn (罐) und pén (盆) anzutreffen. Die Keramik mit farbigem Dekor ist sehr entwickelt. Für die Dekoration der Keramik aus Banshan werden die Farben rot und schwarz verwendet, außerdem sind sie häufig mit sägezahnförmigen Mustern umrandet. Die Keramik mit farbigem Dekor aus Machang verwendet dafür häufig rote Farbe, Formgebung und Ornamentik stehen der von Banshan sehr nahe, sie gleichen einer früheren und späteren Entwicklungsstufe ein und derselben Kultur.
Die Machangyuan-Stätte (Machangyuan yizhi 马厂塬遗址) im Autonomen Kreis Minhe der Hui und Tu steht seit 1988 auf der Liste der Denkmäler der Volksrepublik China (3-191).

## Galerie

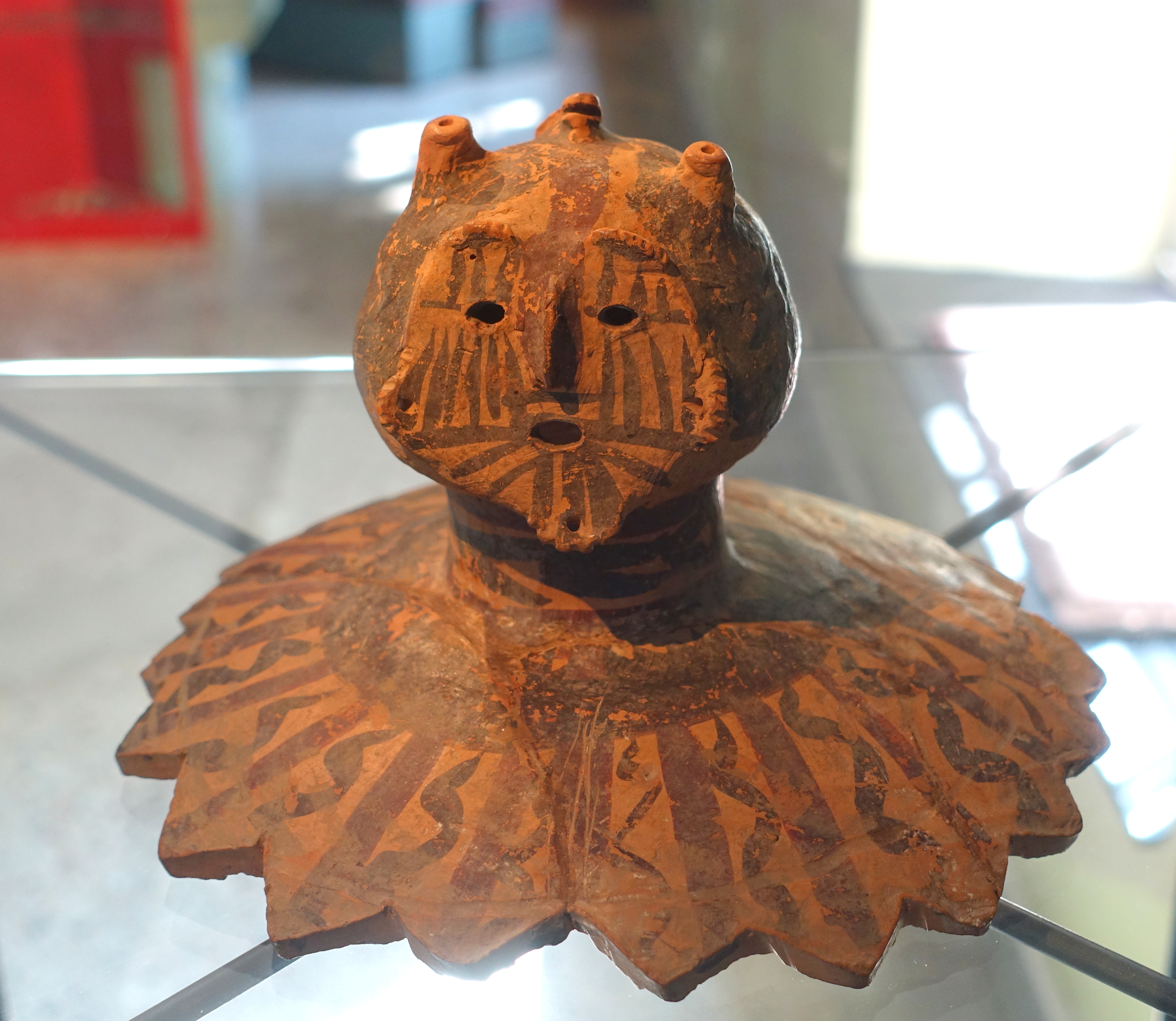
Menschlicher Kopf, Teil einer Urne aus der Banshan-Phase der Yangshao-Kultur. Ostasiatisches Museum (Östasiatiska Museet), Stockholm.
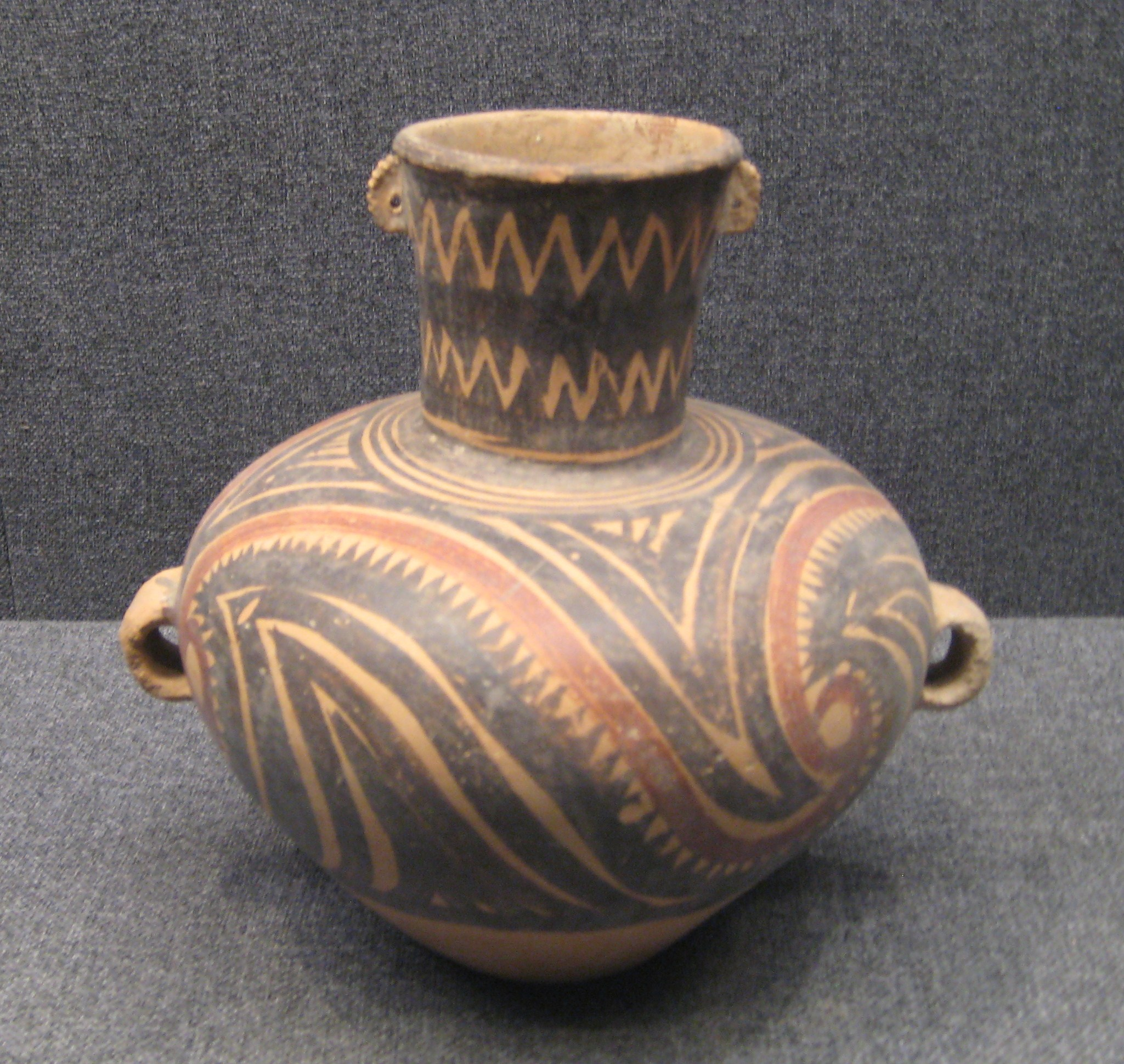
Bemalter Töpferkrug aus der Banshan-Phase der Yangshao-Kultur. Museum des Mausoleums des Königs von Nanyue aus der Zeit der Westlichen Han-Dynastie, Guangzhou, China.
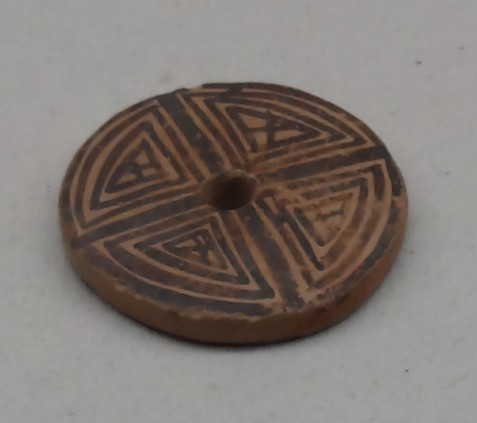
Bemalte Töpferscheibe mit dreieckigem Design.